# Priaranza del Bierzo
Priaranza del Bierzo è un comune spagnolo di 920 abitanti situato nella comunità autonoma di Castiglia e León.